# USS Fargo (CL-106)
USS Fargo (CL-106) – jeden z dwóch amerykańskich lekkich krążowników typu Fargo, który wszedł do służby już po zakończeniu II wojny światowej.

## Historia
Stępkę pod budowę okrętu położono w 23 sierpnia 1943 roku w stoczni New York Shipbuilding Co. w Camden w stanie New Jersey. Krążownik został zwodowany 22 lutego 1945 roku a 9 grudnia tego samego roku przyjęty do służby. Pierwszym dowódcą okrętu był komandor Wyatt Craig. Po wprowadzeniu do służby i początkowym okresie szkolenia krążownik wypłynął 15 kwietnia 1946 roku z Filadelfii w rejs z kurtuazyjną wizytą do portów na Bermudach, Trynidadzie, w Brazylii i Urugwaju. Na pokładzie okrętu zaokrętowany był wiceadmirał B. H. Bieri. Po powrocie, 31 maja 1946 roku krążownik popłynął na Morze Śródziemne, odwiedził porty w Turcji, Libanie, Włochach i Francji. 2 marca 1947 roku powrócił do kraju. Po ponad dwóch miesiącach ponownie wyruszył na Morze Śródziemne 20 maja. Podczas tej misji przez miesiąc "Fargo" służył jako okręt flagowy dowódcy sił US Navy na Morzu Śródziemnym (Naval Forces Mediterranean). 13 września 1947 roku krążownik powrócił do Newport (Rhode Island). Następnie Fargo  brał udział w ćwiczeniach floty na Atlantyku jako okręt flagowy formacji 2nd Task Fleet z wiceadmirałem A. W. Radfordem na pokładzie. W 1948 i 1949 roku krążownik ponownie brał udział w rejsach po Morzu Śródziemnym oraz uczestniczył dwa razy w ćwiczeniach floty na Karaibach. 14 lutego 1950 roku okręt został przeniesiony do rezerwy i zakonserwowany w Bayonne (New Jersey). 1 marca 1970 roku skreślony z listy floty i sprzedany na złom firmie Union Minerals & Iron Corp w 1971 roku.